# Ewellsches Alphabet

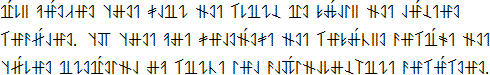
Ewellsches Alphabet: Artikel 1 der Allgemeinen Erklärung der Menschenrechte in deutscher Sprache

Das Ewellsche Alphabet (Aussprache [juˈwelʃə]), auch Ewellic (Aussprache [juˈwelɪk]) genannt, ist ein phonetisches Alphabet für die englische Sprache; die Schreibweisen der englischen Wörter richten sich konsequent nach der eigentlichen Aussprache. Die Schrift wurde 1980 von Doug Ewell entwickelt. Es handelt sich um eine neuere Entwicklung einer phonetischen Schrift neben den früheren Alphabeten Deseret-Alphabet, Shaw-Alphabet, Quikscript und Unifon.

## Geschichtliche Entwicklung

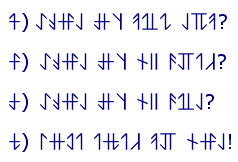
Satzbeispiele im Ewellschen Alphabet: 1. Where is my room? 2. Where is the beach? 3. Where is the bar? 4. Don't touch me there!

Doug Ewell entwickelte die Schrift 1980 im Abschlussjahr der High School als Geheimschrift für persönliche Aufzeichnungen (zum Beispiel Adressenlisten und Telefonnummern). Ewell beschäftigte sich in dieser Zeit mit verschiedenen klassischen Geheimschriften (zum Beispiel Cäsar-Verschlüsselung und Freimaurer-Alphabet), dem Morse-Alphabet (Ewell erwarb die Amateurfunklizenz), dem griechischen Alphabet, den germanischen Runen sowie den von dem britischen Schriftsteller J. R. R. Tolkien für seine Romane entwickelten Schriften Tengwar und Certar.
Nachdem sich Ewell wegen Studium und Beruf über viele Jahre hinweg nicht mehr mit dem Alphabet beschäftigt hatte, entdeckte er es in späteren Jahren neu und bezeichnete das vorher namenlose System ab 1998 als Ewellic. Den Namen der Schrift leitete er analog von Cyrillic (deutsch kyrillisch) ab gemäß der kyrillischen Schrift, die nach ihrem Erfinder Kyrill (englisch Cyril) benannt wurde. Seit 2002 veröffentlicht Ewell die Schrift für die Allgemeinheit. In den Jahren 2002 und 2007 fügte er der ursprünglichen Fassung von 1980 weitere Zeichen hinzu, vor allem auch für eigentümliche Laute in anderen Sprachen.

## Systembeschreibung

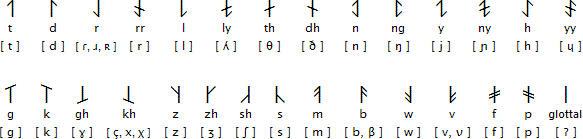
Ewellsches Alphabet: Mitlaute mit Übertragung in Lautschrift

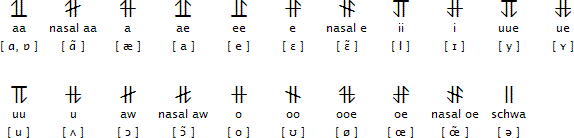
Ewellsches Alphabet: Selbstlaute mit Übertragung in Lautschrift

Die Schriftzeichen des Ewellschen Alphabets bestehen aus wenigen Grundformen; die meisten Zeichen sind Drehungen oder Spiegelungen dieser wenigen Grundformen. Alle Zeichen haben die Höhe der Großbuchstaben des lateinischen Schriftsystems. Eine Unterscheidung zwischen Großbuchstaben und Kleinbuchstaben und damit zwei Zeichen pro Laut gibt es nicht. Auch Eigennamen erhalten keine Kennzeichnung. Bei Zeichen mit breiten Schrägstrichen am oberen oder unteren Ende des senkrechten Strichs gehen die schrägen Striche leicht über die oberste Linie und unter die Grundlinie hinaus.
Das Ewellsche Alphabet hat keine Kurzformen für häufige Wörter wie zum Beispiel das Deseret-Alphabet und das Shaw-Alphabet.

### Mitlaute und Selbstlaute
Das Ewellsche Alphabet hat 29 Zeichen für Mitlaute und 21 Zeichen für Selbstlaute. Da das System jedoch für mehrere Sprachen entwickelt wurde, sind vom Anwender nur die in der jeweiligen Sprache vorkommenden Lautzeichen, für die er die Schrift verwendet, zu erlernen.
Um das Lesenlernen zu erleichtern, haben alle Mitlaute jeweils einen senkrechten Strich und alle Selbstlaute jeweils zwei senkrechte Striche. Kurz gesprochene Selbstlaute weisen einen Querstrich in der Mitte des Zeichens auf, lang gesprochene Selbstlaute am oberen oder unteren Ende ihrer beiden senkrechten Striche.

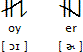
Beispiele für Ligaturen

Mehrere häufig vorkommende Buchstabenfolgen können eine Ligatur (Verschmelzung von Buchstaben) bilden (zum Beispiel [ɔɪ] wie in toy), die jedoch nicht verpflichtend sind.
Der Schwa-Laut [ɘ], der in der englischen Aussprache sehr häufig ist und entsprechend häufig auch in den Lautschriftübertragungen der Wörter in Wörterbüchern und in den anderen phonetischen Systemen vorkommt, wird im Ewellschen Alphabet nur sehr begrenzt verwendet. Anwendungsbeispiele sind a, an und the, die jeweils letzte Silbe von little und forgotten, beim französischen Artikel le sowie im Deutschen die jeweils letzten Silben von bitte und haben.

### Zeichen für Zahlen

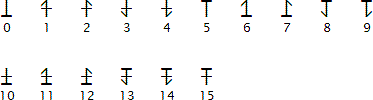
Zeichen für Ziffern

Die Verwendung der 15 Ewellic-Zahlzeichen ist nicht verbindlich. Die Entwicklung der Ziffernzeichen ist auf die ursprüngliche Absicht des Verfassers, die Schrift als Geheimschrift zu verwenden (z. B. für Telefonnummern), zurückzuführen. Obwohl so gut wie keiner der heutigen Schriftanwender zwischenzeitlich die Schrift aus Geheimhaltungsgründen von Daten erlernt, behält Ewell die Ziffernzeichen zur freiwilligen Verwendung weiterhin bei.

### Akut-Verwendung und Zeichensetzung
Wörter mit mindestens zwei Sprechsilben erhalten verpflichtend das Akzentzeichen Akut ´ (nicht mit Apostroph ’ zu verwechseln) über dem Selbstlaut, auf dem die Hauptbetonung des jeweiligen Wortes liegt. Bei Wortzusammensetzungen (z. B. undersecretary) erhält jeder Wortteil den Akzent. Die Akzente entfallen in Sprachen, in denen die Betonung von Silben keine Rolle spielt (zum Beispiel Französisch).
Die Zeichensetzung entspricht der herkömmlichen Zeichensetzung in englischen Texten mit der einzigen Ausnahme, dass Guillemets (gewinkelte Anführungszeichen mit den Spitzen nach außen) statt Anführungszeichen verwendet werden.

### Verwendung von Runen?
Alle Zeichen bestehen ausschließlich aus senkrechten, waagrechten und schrägen Strichen in verschiedensten Kombinationen; Rundungen kommen nicht vor. Deshalb erinnern die Zeichen in ihrem Aussehen an Runen verschiedener Futharks (Runenalphabete), die Schrift der Germanen, wobei jedoch in späteren Futharks auch Zeichen mit Rundungen enthalten waren. Hierzu der amerikanisch-irische Sprachwissenschaftler Michael Everson, in seiner Beschreibung des Ewellschen Alphabets: „Der flüchtige Leser wird beim Anblick des Ewellic Alphabets eine Ähnlichkeit mit den germanischen Runen feststellen... Vom Aufbau ist jedoch klar, dass es keine Entlehnungen aus den Runen im Ewellic gibt. Nur das runische ᛏ T und ᛚ L scheinen dem Ewellschen t und l zu ähneln; aber durch die gezeigten Grundlagen des Ewellschen Systemaufbaus ist klar, dass dies zufällig ist.“

### Anwendung in verschiedenen Sprachen
Die Schrift stellt die Zeichen für die Laute in den Sprachen Englisch, Französisch, Deutsch, Italienisch, Spanisch und Esperanto zur Verfügung. Da jedoch manche Laute nur speziell in bestimmten Sprachen vorkommen, muss der Anwender der Schrift nur die Laute für die Sprachen lernen, für die er die Schrift verwenden will. Soweit die Laute weiterer Sprachen durch den zur Verfügung gestellten Zeichenvorrat abgedeckt sind, kann die Ewellsche Schrift auf für andere Sprachen verwendet werden.

## Besonderheiten
Im Gegensatz zu den anderen bekannten phonetischen Schriften stellt das Ewellsche Alphabet auch eigene Zeichen für die Zahlen zur Verfügung. Eine weitere Besonderheit ist die Kennzeichnung der hauptsächlich betonten Silbe eines mehrsilbigen Wortes.

## Literatur

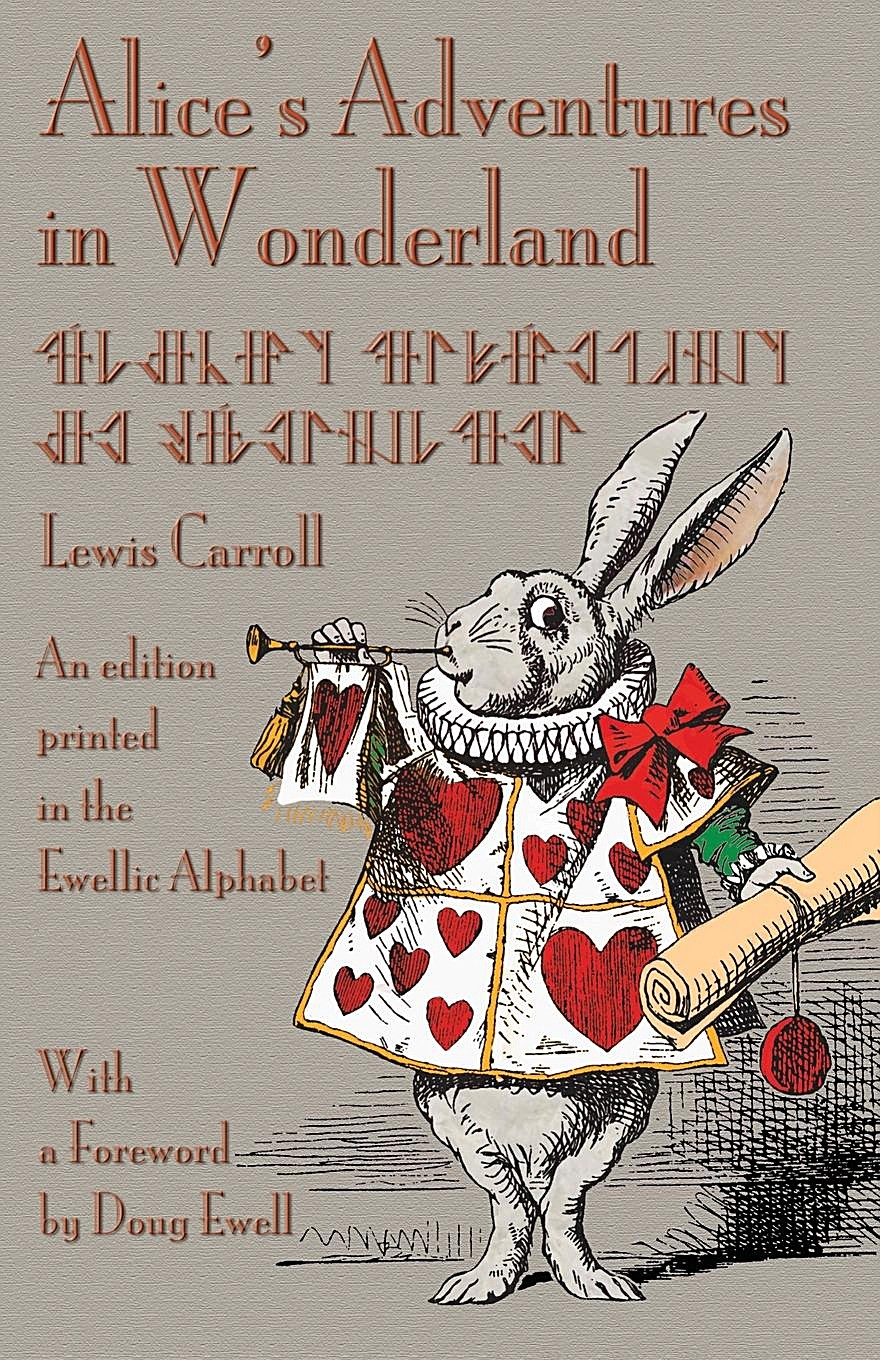
Alice's Adventures in Wonderland – gesamter Text im Ewellschen Alphabet

### Texte im Ewellschen Alphabet
Ansicht nur möglich nach Herunterladen und Installieren der Schrift Code2000 oder Code 2001
- Lewis Carroll: Alice’s Adventures in Wonderland. Chapter 1: Down the Rabbit-Hole
- Dorothy Parker: Song of Perfect Propriety
- Universal Declaration of Human Rights (Allgemeine Erklärung der Menschenrechte)
- Declaration of Independence (Unabhängigkeitserklärung der Vereinigten Staaten)